# 喜多又蔵

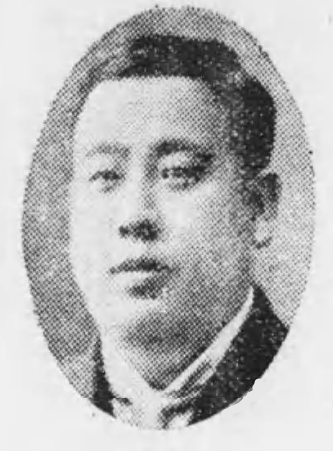
喜多又蔵

喜多 又蔵（きた またぞう、1877年（明治10年）9月11日 - 1932年（昭和7年）1月31日）は、日本の実業家。日本綿花（現双日）社長や、鈴政式織機社長を務めた。

## 人物・経歴
奈良県南葛城郡葛城村（現御所市）字鳥井戸で、金剛山下の酒屋喜多長七郎の三男として生まれる。1894年に市立大阪商業学校（現大阪市立大学）を卒業し、成瀬隆蔵校長の紹介で日本綿花（現双日）に入社。田中市兵衛の知遇を得て、ムンバイ支店長、本店支配人、常務取締役を経て、1917年から社長を務め、東洋棉花（現豊田通商）の児玉一造と仕手で争いを繰り広げた。1919年には第一次世界大戦のパリ講和会議全権大使隨員を務め勲三等に叙された。1920年鈴政式織機（現エンシュウ）社長。1922年旭絹織（現旭化成）社長。1930年紺綬褒章受章。趣味は囲碁。